# Type 61
 (décembre 2018).
Si vous disposez d'ouvrages ou d'articles de référence ou si vous connaissez des sites web de qualité traitant du thème abordé ici, merci de compléter l'article en donnant les références utiles à sa vérifiabilité et en les liant à la section « Notes et références ».
Le Type 61 (61 式 戦 車, Roku-ichi Shiki sensha) est un char de combat employé par les Forces terrestres japonaises d'autodéfense. Conçu par Mitsubishi Heavy Industries à partir de 1955, il s'agissait du premier char d'assaut japonais conçu après la Seconde Guerre mondiale. Un total de 560 Type 61 ont été fabriqués de 1961 à 1975, date à laquelle il est supplanté par le Type 74. Le Type 61 est en service le 15 octobre 1962 et fut déclassé en 2000.

## Histoire
Après la Seconde Guerre Mondiale, le commandant suprême des puissances alliées (SCAP ou GHQ au Japon) a fait cesser le développement et la production militaire au Japon, perdant ainsi la technologie nécessaire pour construire et fabriquer des chars et des véhicules blindés. Cependant, en raison des événements survenus pendant la Guerre de Corée, le SCAP ordonna au Japon de se remilitariser, formant des forces de police armées (Réserve nationale de police, plus tard Force nationale de sécurité, puis Force terrestre d'autodéfense japonaise) et des chars M4A3E8 Sherman et M24 Chaffee. Cependant, la taille moyenne d'un membre d'équipage de char japonais à l'époque était trop petite pour le grand intérieur du Sherman américain M4A3E8 et la plupart des conducteurs de chars japonais avaient du mal à atteindre la pédale d'embrayage avec leur pied. De plus, le M4 devenait obsolète. Le M24, même s'il était très populaire parmi les équipages de chars japonais, était inadéquat face aux T-34/85 soviétiques comme en Corée. Ainsi en 1954, comme les chars en service dans le JGSDF de l'époque étaient soit obsolètes, inadéquats ou inadaptés, le JGSDF avait le choix d'acheter américain, à savoir le nouveau M46 Patton puis plus tard le M47 Patton, ou alors de développer leur propre MBT. En raison du coût élevé de l'achat de chars fabriqués aux États-Unis et du fait que le M47 ne répondait pas à leurs besoins, la JGSDF a décidé de développer son propre char de combat principal, ce qui a entraîna le développement du Type 61.

## Développement
Les exigences d'origine étaient les suivantes :
1. Afin d'utiliser efficacement un petit nombre de chars pour couvrir une grande surface, la taille et le poids du blindé devaient être suffisamment réduits pour qu'il puisse être transporté par trains.
2. En raison de l'exigence citée ci-dessus, le poids du char avec son blindage doit être limité à environ 25 tonnes tout en étant aussi protégé que possible.
3. Le canon principal doit être de 90 mm.

Le poids était l'une des principales préoccupations, car si la première contrainte était respectée, le char pourrait également être transporté par un camion spécialement modifié à travers la plupart des autoroutes et tunnels du Japon. La deuxième contrainte n'a pas pu être satisfaite car l'équipe de développement a trouvé que le blindage serait trop mince pour protéger le véhicule. En conséquence, le poids maximal du char a été portée à 35 tonnes pendant un certain temps. Cependant, en raison d'un retard dans la production du moteur diesel prévu, le moteur n'avait pas assez de puissance pour atteindre une bonne mobilité. En conséquence, le poids du blindage a été réduit. La contrainte finale était due à la légère corpulence du peuple japonais à cette époque. Après avoir examiné le chasseur de chars M36 Jackson, on a estimé que les munitions de 90 millimètres représentaient la limite supérieure de ce qu'un membre d'équipage japonais moyen pouvait gérer efficacement. De plus, en raison du paysage montagneux du Japon, il était peu probable que des engagements à longue distance se produisent fréquemment et on pensait qu'un canon de 90 millimètres serait suffisant.
Les premiers prototypes, les STA-1 (achevé en décembre 1956) et STA-2 (achevé en février 1957) ont été construits et testés. Les résultats ont été utilisés pour développer le STA-3 (achevé en janvier 1960) et le STA-4 (achevé en novembre 1959) en 1960. D'autres améliorations ont été apportées en 1961 et le déploiement du Type 61 a commencé l'année suivante.
La cadence de production était faible, avec seulement dix chars produits en 1961, augmentant à vingt par an en 1964 et trente en 1965 et 1966. Un total de 250 chars ont été produits en 1970, la production continuant à s'accélérer jusqu'en 1975, quand il a été terminé. Un total de 560 T61 ont été produits. Les chars ont été progressivement déclassés dans les années 1990, avec 400 en service en 1990 puis seulement 190 en service en 1995. Tous ont été retirés du service en 2000, soit 38 ans après leur déploiement initial. Au cours de cette période, le Type 61 a reçu des revalorisations mineures comme l'installation d'un phare infrarouges et de lance-pots fumigène.

## Description

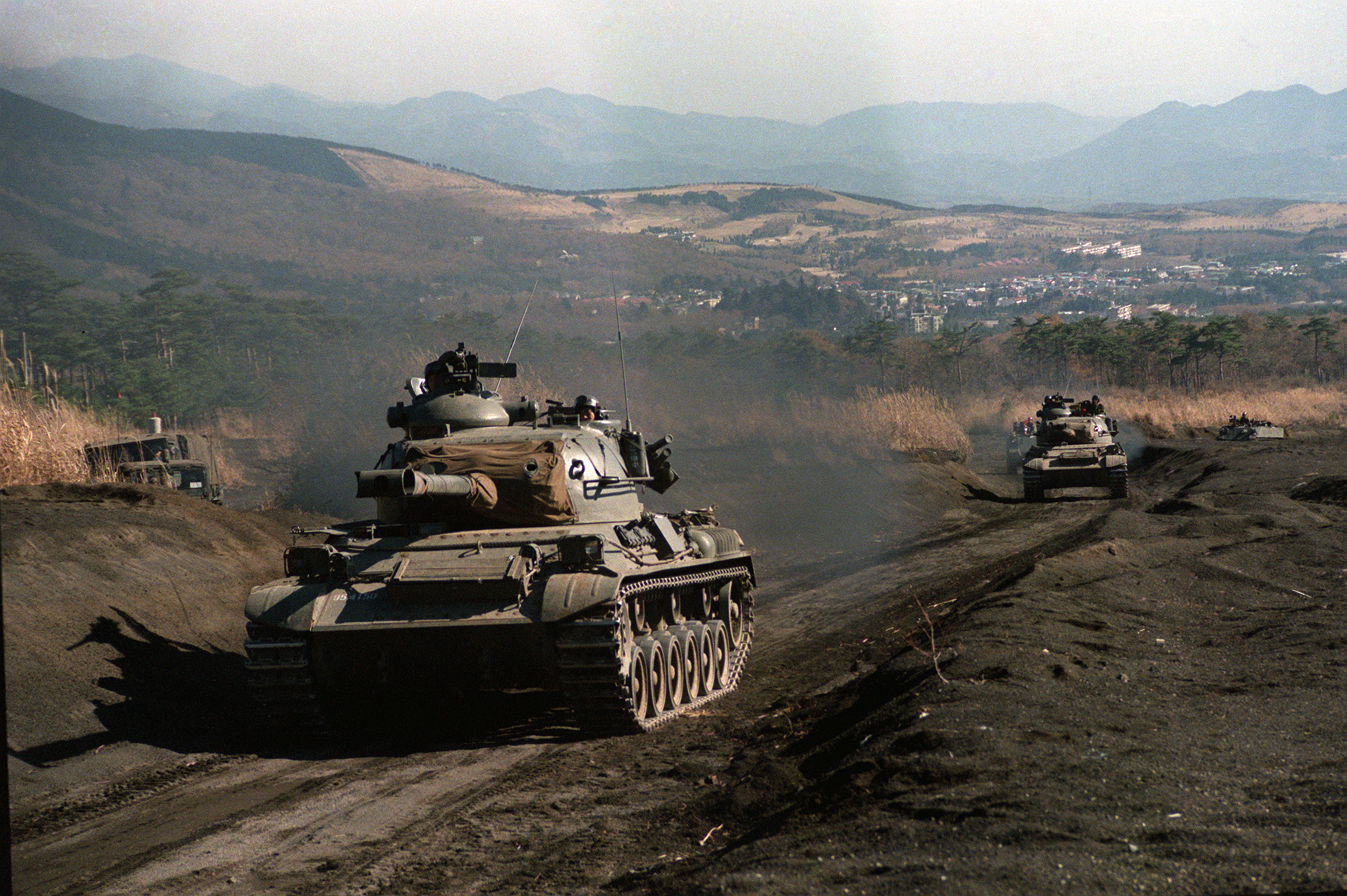
Type 61 en mouvement à Camp Fuji en 1985, lord d'un exercice américano-japonais.

## Armement
Le Type 61 est armé d'un canon de 90 millimètres Type 61 à culasse à coin horizontal dérivé du canon de 90 mm M1. Le canon, équipé d'une mitrailleuse coaxiale de 7,62 millimètres, est équipé d'un frein de bouche en forme de « T » qui joue essentiellement un rôle de déflecteur en refoulant les gaz de combustion latéralement et réduit la quantité de poussière soulevée lors du tir.
Pour le pointage du canon, le tireur possède un viseur télescopique de masque avec un grossissement ×6, ainsi que d'un viseur périscopique avec également un grossissement ×6.
Le chef de char et le tireur sont assis à droite du canon. Le chef de char dispose d'un tourelleau comportant une trappe d'accès à l'arrière. Le tourelleau possède quatre épiscopes, qui sont inclinés vers le haut, et un télémètre stéréoscopique d'une base d'un mètre avec un grossissement de ×7. Une mitrailleuse lourde M2 de 12,7 mm était normalement montée sur le tourelleau pour une utilisation antiaérienne.
Le chargeur est muni d'une petite trappe, qui comporte un volet pour éjecter les douilles vides. Dix-huit obus sont logés dans la nuque de la tourelle, les autres sont placés verticalement à gauche de la culasse du canon, le long des parois du panier de la tourelle et en-dessous de celui-ci, couchés sur le plancher.
Deux batteries de trois lance-pots fumigènes sont montés de chaque côté de la tourelle.

## Blindage
Le châssis est constitué d'un assemblage de plaques d'acier laminées en acier soudées entre-elle, la tourelle est en acier moulé. L'épaisseur maximale du blindage est de 114 millimètres au niveau du masque. Le glacis fait 45 mm d'épaisseur, son incidence à 60° porte l'épaisseur à 90 mm.

## Motorisation
Le Type 61 est propulsé par un moteur diesel suralimenté Mitsubishi HM21 WT V12 de 570 ch monté à l'arrière du châssis. Le moteur est couplé à une boîte de vitesses manuelle Mitsubishi qui utilise un système de direction à différentiel contrôlé.
Chose inhabituelle, la boîte de vitesses est montée à l'avant du char, cette disposition d'entrainement est consommatrice d'espace intérieur puisque l'arbre de transmission traverse le char, du compartiment moteur vers l'avant en passant par le compartiment de combat. L'accès à la boîte de vitesses se fait en démontant les boulons qui maintiennent la plaque de blindage du glacis.
Les chenilles sont entraînées par une paire de barbotins situé à l'avant de la caisse. Le train de roulement comporte six galets de roulement en caoutchouc de chaque côté avec trois rouleaux porteurs. La suspension est à barres de torsion avec les premiers, deuxièmes et sixièmes galets de roulement, équipées d'amortisseurs hydrauliques.

## Variantes
- Type 67 AVLB (67式戦車橋) : véhicule blindé poseur de pont. Un prototype et 3 de série entré en service en 1967. Retrait en 1993.
- Type 70 ARV (70式戦車回収車) : blindé de soutien logistique et de dépannage. Un prototype construit en 1969 et 4 de série entré en service en 1970[1].

## Culture populaire
- Le Type 61 est présent dans le jeu vidéo War Thunder, ainsi que des versions prototypes numérotés de ST-A1 à ST-A3. Ces quatre chars sont tous disponible en tiers IV de l'arbre japonais.
- Il apparaît dans le jeu vidéo World of Tanks en tant que char moyen japonais de tier IX.

## Pays utilisateurs
- Japon : 560 produits pour la force terrestre d'autodéfense japonaise.